# Pascal Remy
Pascal Remy est président-directeur général depuis 2010 du groupe chimique SNF,.

## Biographie
Après des classes préparatoires au Lycée Henri Poincaré à Nancy, il est reçu en 1980 à l'École polytechnique, en sort dans le corps des ingénieurs des ponts et chaussées et passe 3 ans à l’École nationale des ponts et chaussées. Il fait aussi un Master of science en informatique au Massachusetts Institute of Technology (MIT).
Il dirige d'abord des développements de logiciels, puis la division de transmission d'énergie à Cegelec jusqu'en 1993, où il part à Londres pour diriger Alcatel Submarine Network. En 1995, il est nommé directeur général de Degrémont, groupe Suez. À la suite de la prise de contrôle de l'entreprise américaine Nalco par Suez en 1998, il devient directeur général de cette société pendant 6 ans tout en séjournant à Chicago. En 2004, il s'associe au fonds d'investissement Frontenac, à Chicago.
En 2006, il devient directeur général du groupe chimique SNF. En 2010, il succède à René Pich en qualité de président-directeur général de la société.